# ʿUqba ibn Nāfiʿ
ʿUqba ibn Nāfiʿ (* 622; † 683), arabisch عقبة بن نافع بن عبد القيس القرشي الفهري ʿUqba ibn Nāfiʿ ibn ʿAbd al-Qais al-Quraschī al-Fihrī, DMG ʿUqba b. Nāfiʿ b.ʿAbd al-Qais al-Qurašī al-Fihrī, war arabischer Statthalter von Ifrīqiya (662–674 und 681–683). Er ist der Gründer der Stadt Qairawān.

## Leben
ʿUqba ibn Nāfiʿ entstammte der Sippe der Umayyaden und war ein Neffe von ʿAmr ibn al-ʿĀs, dem Eroberer von Ägypten. Zunächst wurde ʿUqba Befehlshaber der Truppen in Tripolitanien zum Schutz der Westgrenze von Ägypten. Er unternahm aber bald erste Vorstöße in die byzantinischen Provinzen Ifriqiyas.

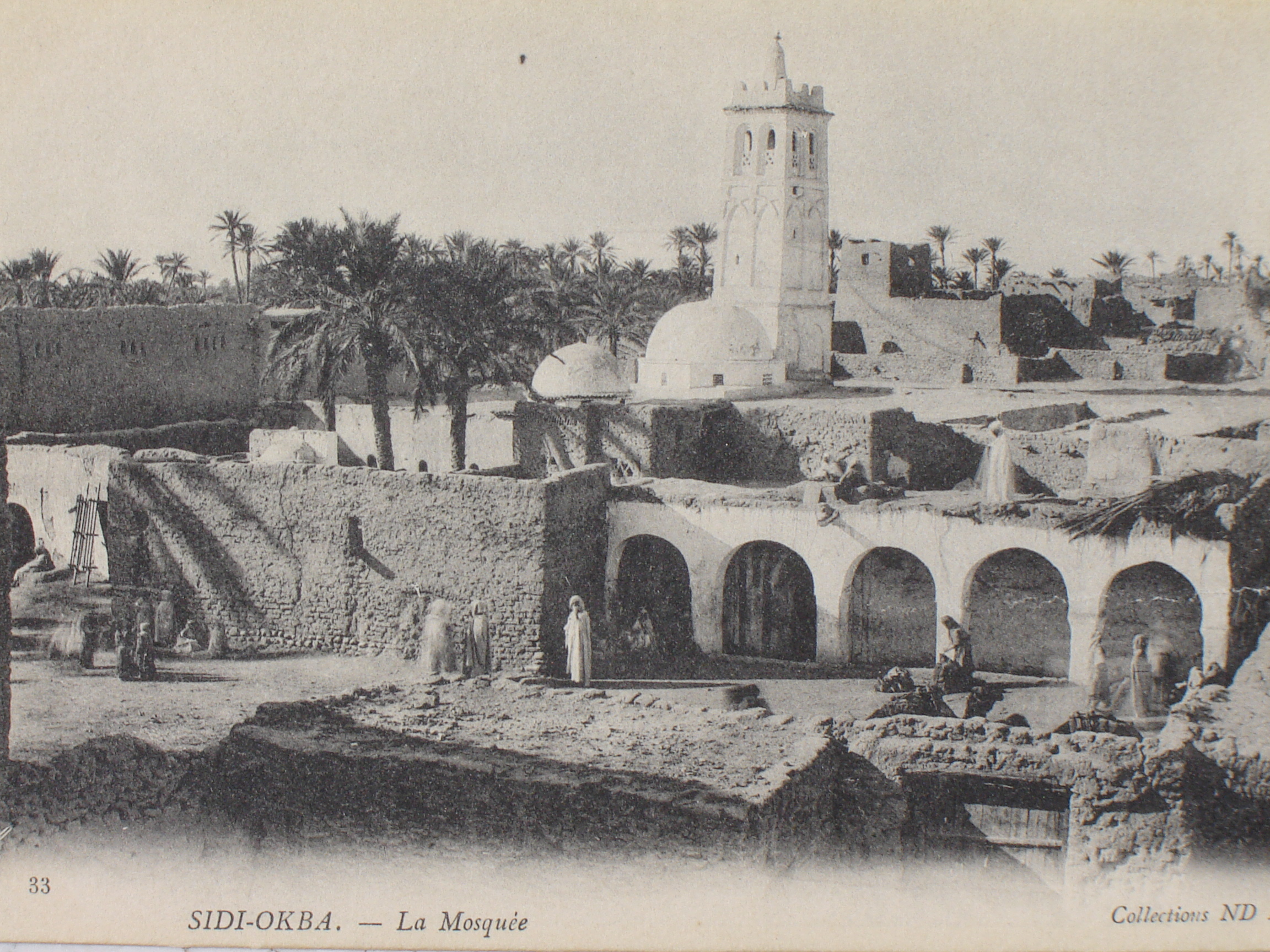
Die Moschee in Sīdī ʿUqba mit dem Grab des ʿUqba ibn Nāfiʿ. Historische Postkarte (um 1900)

Von 662 bis 674 erstmals Statthalter in Ifriqiya, begann er mit der Unterwerfung des Maghreb. Nach einem Sieg über Byzanz bei Karthago und das Gebiet des heutigen Zentraltunesiens gründete er 670 dort ein Heerlager zur Sicherung der Eroberungen. Aus diesem Lager entwickelte sich später Kairouan als wichtiges Kultur und Wirtschaftszentrum in Nordafrika. Das Lager wurde im Landesinneren von Ifriqiya angelegt, um es vor Angriffen der byzantinischen Flotte zu schützen, die weiterhin das Mittelmeer beherrschte. In Kairouan gründete ʿUqba ibn Nāfiʿ 672 auch die erste einfache Moschee in Ifriqiya, die später zu einem der wichtigsten religiösen Zentren des Islam in Nordafrika aufstieg. Die Hauptmoschee von Kairouan trägt heute noch seinen Namen: Dschāmiʿ Sīdī ʿUqba.
Nach einer Ablösung durch Abu Muhadschir Dinar (674–681) wurde ʿUqba ibn Nāfiʿ vom Kalif Yazid I. erneut zum Statthalter in Ifriqiya ernannt (681–683). Er stieß mit seinem Heer durch den Maghreb bis zum Atlantik vor. Wegen des unsicheren Nachschubs und der Aufstände der Berberstämme musste er sich aber wieder zurückziehen. Südlich von Biskra, bei Tahuda wurde das arabische Heer 683 von den Berbern unter Kusaila ibn Lemzem vernichtend geschlagen (Schlacht von Vescera), wobei ʿUqba mit einem großen Teil seines Heeres fiel. Nach dieser Niederlage eroberten die Berber ganz Ifriqiya und die Muslime mussten sich in die Cyrenaika zurückziehen.